# Tomass Dukurs
Tomass Dukurs (Riga, URSS, 2 de julio de 1981) es un deportista letón que compite en skeleton. Su hermano Martins también compite en skeleton.
Ganó una medalla de bronce en el Campeonato Mundial de Skeleton de 2015 y ocho medallas en el Campeonato Mundial de Skeleton entre los años 2007 y 2020.

## Palmarés internacional
| Campeonato Mundial | Campeonato Mundial    | Campeonato Mundial | Campeonato Mundial |
| Año                | Lugar                 | Medalla            | Prueba             |
| ------------------ | --------------------- | ------------------ | ------------------ |
| 2015               | Winterberg (Alemania) | Medalla de bronce  | Individual         |
| Campeonato Europeo |                       |                    |                    |
| Año                | Lugar                 | Medalla            | Prueba             |
| 2007               | Königssee (Alemania)  | Medalla de bronce  | Individual         |
| 2012               | Altenberg (Alemania)  | Medalla de plata   | Individual         |
| 2013               | Igls (Austria)        | Medalla de bronce  | Individual         |
| 2014               | Königssee (Alemania)  | Medalla de plata   | Individual         |
| 2015               | La Plagne (Francia)   | Medalla de bronce  | Individual         |
| 2016               | Sankt Moritz (Suiza)  | Medalla de oro     | Individual         |
| 2017               | Winterberg (Alemania) | Medalla de plata   | Individual         |
| 2020               | Sigulda (Letonia)     | Medalla de plata   | Individual         |